# Europa Galante
Europa Galante es una orquesta barroca italiana fundada por el violinista italiano Fabio Biondi en 1990 y dirigida por él desde entonces.
El conjunto ha sido invitado a tocar en importantes festivales y salas de concierto y ha actuado en La Scala de Milán, en la Academia Nacional de Santa Cecilia de Roma, en el Suntory Hall de Tokio, el Concertgebouw de Ámsterdam, el Royal Albert Hall de Londres, el Musikverein de Viena, el Lincoln Center de Nueva York y la Sydney Opera House.
La orquesta es célebre por sus inspiradas interpretaciones de obras de autores barrocos como Las cuatro estaciones, del compositor italiano Antonio Vivaldi. Europa Galante solía hacer grabaciones para la casa editora OPUS 111, pero ahora lo hace para Virgin Classics. Estas grabaciones se han hecho merecedoras de muchos premios. Por ejemplo, su grabación de la ópera Bajazet de Antonio Vivaldi fue nominada para un Grammy en 2006. 
Europa Galante realiza giras presentando programas de música barroca italiana con solistas como Sandrine Piau (soprano), Maurice Steger (Recorder), David Daniels (contratenor) o Dorothea Röschmann (soprano).

## Discografía
Álbumes originales:
- 1990 – Vivaldi: String Concertos. Con Adrián Chamorro y Maurizio Naddeo. (Opus 111 OPS 30-9004, Opus 111 OPS 2031, Naïve OP 309004). En algunas ediciones aparece como: "Concerti RV 129, 130, 169, 202, 517, 547, 761"
- 1991 – Vivaldi: Le Quattro Stagioni (Opus 111 OPS 56-9120, Opus 111 OPS 912)
- 1991 – Boccherini: 6 Trios Opus 47. Con Angelo Bartoletti y Maurizio Naddeo. (Opus 111 OPS 41-9105)
- 1992 – Dario Castello: Sonate Concertante. (Opus 111 OPS 30-62)
- 1992 – Alessandro Scarlatti: Cain, ovvero il primo Omicidio. Junto con Concerto Italiano. (Opus 111 OPS 30-75/76 2 CD)
- 1993 –  Boccherini: 3 String Quintets. Quintet in D Major, Quintet in G Minor & The "Bird Sanctuary" Quintet. (Opus 111 OPS 30-82)
- 1993 – Vivaldi: Concerti RV 133, 281, 286, 407, 511, 531, 541. (Opus 111 OPS 30-86, Naïve OP 3086)
- 1993 – Pergolesi, Leonardo Leo: Salve Regina. Con Barbara Schlick. (Opus 111 OPS 30-88, Opus 111 OPS 2-88, Naïve OP 30444)
- 1994 – Alessandro Scarlatti: Maddalena. Con Gloria Banditelli, Rossana Bertini y Silvia Piccollo. (Opus 111 OPS 30-96)
- 1994 – Handel: Poro, Re dell'Indie (Opus 111 OPS 30-113/115)
- 1995 – Locatelli: Concerti grossi op.1 No. 2, 5, 12 - Il Pianto D'Arianne - Sinfonia Funebre. (Opus 111 OPS 30-104)
- 1995 – Alessandro Scarlatti: Humanità e Lucifero. Oratorio 1704. (Opus 111 OPS 30129, Opus 111 OPS 30-129, Naïve OP 30498)
- 1996 – Vivaldi: Sonate di Dresda. Con Rinaldo Alessandrini y Maurizio Naddeo. (Opus 111 OPS 30-154, Naïve OP 30154)
- 1996 – Corelli: Concerti Grossi op. 6, Volume I. (Opus 111 OPS 30-147)
- 1996 – Corelli: Concerti Grossi op. 6, Volume II, Christmas Concerto Included. (Opus 111 OPS 30-155)
- 1996 – Handel: Arie e duetti d'amore. Con Sandrine Piau y Gloria Banditelli. (Opus 111 OPS 30-174)
- 1997 – Geminiani: Concerti grossi op. 3. (Opus 111 OPS 30-172, CD Classica CDC128)
- 1998 – Vivaldi: L'estro armonico. 12 Concertos op. 3. (Virgin Veritas 7243 5 45315 2 1, Erato 08256 4619520 6)
- 1998 – Legrenzi: Invenzioni e Stravaganze. (Opus 111 OPS 30-186). En algunas ediciones aparece como "Farina - Legrenzi - Rossi: Invenzioni e Stravaganze"
- 1999 – J.S. Bach: Concertos. (Virgin Veritas 5453612, Virgin 7243 5 45361 20)
- 1999 – Caldara: La Passione di Gesù Cristo Signor Nostro. (Virgin Veritas 7243 545325 2 8)
- 2000 – Vivaldi: La tempesta di mare, Concerti con titoli. (Virgin Veritas 7243 5 45424 2 8, Erato 7243 5 45424 2 8)
- 2000 – J S Bach: Cantatas & Arias. Con Ian Bostridge (Virgin Veritas 7243 5 45420 2 2)
- 2001 – Boccherini: String Quintets, Minuet in A. (Virgin Veritas 7243 5 45421 2 1, Virgin Classics 50999 503 4082 8)
- 2001 – Vivaldi: Stabat Mater, Nisi Dominus, Longe mala. Con David Daniels. (Virgin Veritas 7243 5 45474 2 3)
- 2001 – Vivaldi: Il cimento dell'armonia e dell'inventione. (Virgin Veritas 7243 5 45465 2, Virgin Veritas 7243 5 61980 2 9)
- 2002 – Alessandro Scarlatti & Domenico Scarlatti: Concerti & Sinfonie. (Virgin Veritas 7243 5 45495 2 6, Virgin Veritas VC 5 45495 2)
- 2002 – Vivaldi: Concerti per mandolini, Concerti con molti strumenti. (Virgin Veritas 7243 5 45527 2 4)
- 2003 – Boccherini: Guitar Quintets, String Quartet. (Virgin Veritas 7243 5 45607 2 9)
- 2003 - Italian violin sonatas. (Virgin Veritas 7243 5 45588 2 5, Erato 7243 5 45588 2 5)
- 2004 – Alessandro Scarlatti: La Santissima Trinità. Con Roberta Invernizzi, Véronique Gens, Vivica Genaux, Paul Agnew y Roberto Abbondanza. (Virgin Veritas 7 25354 56662 2, Virgin Veritas 5 099962 8647 2 5)
- 2004 – Vivaldi: Laudate pueri, In turbato mare irato, In furore, O qui coeli. Con Patrizia Ciofi. (Virgin Veritas 7243 5457042 1). En algunas ediciones aparece simplemente como "Motets"
- 2005 – Vivaldi: Bajazet. Con Ildebrando D'Arcangelo, David Daniels, Patrizia Ciofi, Vivica Genaux, Marijana Mijanović y Elina Garanča. (Virgin Classics 7243 5 45676 2 9, 50999 4 56459 2 1, Erato 50999 4 56459 2 1)
- 2005 – Vivaldi: Concerti con molti strumenti Vol. 2. (Virgin Classics 7243 5 45723 2 6)
- 2006 – Mozart: Violin Concertos Nos 1-3. (Virgin Classics 0946 3 44706 2 9, The Classic Voice	173)
- 2006 – Pergolesi: Stabat Mater. Con Dorothea Röschmann y David Daniels. (Virgin Classics 0 94636 33402 8)
- 2007 – Vivaldi: Concerti per viola d'amore. (Virgin Classics 0946 3 95146 2 5, Virgin Classics D 172841)
- 2007 – Vivaldi, Sammartini, Boccherini, Monza, Demachi: Improvisata. Sinfonie con titoli. (Virgin Classics 0946 3 63430 2 0)
- 2009 – Boccherini: Trio, Quartet, Quintet, Sextet for strings. (Virgin Classics 50999 2 12149 2 9)
- 2009 – Vivaldi Opera Arias. Pyrotechnics. Con Vivica Genaux. (Virgin Classics 50999 694573 0 2)
- 2010 – Francesco Cavalli: La Didone. Naples Version (1650). Con Claron McFadden, Magnus Staveland y Jordi Domènech. (Dynamic CDS 537/1-2). Previamente publicado en 2006 como DVD con la signatura: Dynamic 33537
- 2010 –  Vivaldi: Ercole su'l Termodonte. Con Rolando Villazón, Romina Basso, Patrizia Ciofi, Diana Damrau, Joyce DiDonato, Vivica Genaux, Philippe Jaroussky y Topi Lehtipuu. (Virgin Classics 50999 6945450 9, Erato 0190295320614, Warner Classics 0190295320614, Erato 50999 6945450 9, Warner Classics50999 6945450 9)
- 2010 – Gian Francesco de Majo: Gesù sotto il peso della croce. Con Roberta Invernizzi, Lucia Cirillo y Carlo Allemano. (Krakowskie Biuro Festiwalowe MPC 001)
- 2010 – Alessandro Scarlatti: La Santissima Annunziata. Con Roberta Invernizzi, Emanuela Galli, Marta Almajano, Marina de Liso y Magnus Staveland. (Krakowskie Biuro Festiwalowe MPC 002)
- 2011 – Vivaldi: La stravaganza. (Virgin Classics 50999 5193002 8)
- 2012 – Vivaldi: L‘oracolo in Messenia. Con Julia Lezhneva, Vivica Genaux, Ann Hallenberg, Romina Basso, Franziska Gottwald, Magnus Staveland y Xavier Sabata. (Virgin Classics 50999 6025472 6, Erato, 50999 6025472 6, Warner Classics 50999 6025472 6)
- 2012 – Telemann: Quixotte & La Changeante. (Agogique AGO005)
- 2014 – Il Diario di Chiara. Music from La Pietà in Venice in the 18th century. (Glossa GCD 923401)
- 2014 – Veracini: Adriano in Siria. (Fra Bernardo 1409491)
- 2015 – Vivaldi: I concerti dell'addio. (Glossa GCD 923402)
- 2015 – Vincenzo Bellini: I Capuleti e i Montecchi. (Glossa GCD 923404)
- 2016 – G.F. Händel: Imeneo. (Glossa GCD 923405)
- 2017 – Jean-Marie Leclair: Violin Concertos. (Glossa GCD 923407)
- 2017 – G.F. Handel: Lucio Cornelio Silla. Con Sonia Prina, Martina Belli, Sunhae Im, Vivica Genaux, Roberta Invernizzi, Francesca Lombardi Mazzulli y Luca Tittoto. (Glossa GCD 923408)
- 2018 – Verdi: Macbeth. Con Giovanni Meoni, Nadja Michael, Fabrizio Beggi y Giuseppe Valentino Buzza y la Podlasie Opera and Philharmonic Choir. (Glossa GCD 923411)
- 2018 – Vivaldi: Concerti per violino VI ‘La Boemia’. (Naïve OP 30572)
- 2018 – Moniuszko: Halka. (Narodowy Instytut Fryderyka Chopina NIFCCD 082-083)
- 2019 – Moniuszko: Flis. (Narodowy Instytut Fryderyka Chopina NIFCCD 086)
- 2020 – Vivaldi: Concerti per La Pietà. (Glossa GCD 923414)
- 2020 – Vivaldi: Argippo. (Naïve OP 7079)

Álbumes recopilatorios:
- 2003 – Vivaldi: The Four Seasons. (Virgin Veritas 7243 5 45547 2 8, Virgin Veritas 7243 542724 2 5,  Virgin Veritas 7243 5 45565 2 4, Erato 7243 542724 2 5)

Cajas de discos:
- 2003 – Corelli: Concerti Grossi Op.6. (Opus 111/Naïve OP 20012). Es una caja con los discos ya publicados:
  - 1996 – Corelli: Concerti Grossi op. 6, Volume I
  - 1996 – Corelli: Concerti Grossi op. 6, Volume II

- 2004 – Vivaldi: Concerti. (Naïve OP 20009, Naïve NC 40014). Es una caja con los discos ya publicados:
  - 1990 – Vivaldi: String Concertos (Concerti RV 129, 130, 169, 202, 517, 547, 761)
  - 1993 – Vivaldi: Concerti RV 133, 281, 286, 407, 511, 531, 541

- 2010 – Vivaldi: Il cimento dell'armonia e dell'inventione, L'Estro Armonico. (Erato 50999 648408 2 6). Es una caja con 4 CD los discos ya publicados:
  - 1998 – Vivaldi: L'estro armonico. 12 Concertos op. 3
  - 2001 – Vivaldi: Il cimento dell'armonia e dell'inventione

- 2011 – Boccherini: String Quintets, Guitar Quintets. (Virgin Veritas 50999 0 96339 2 6). Es una caja con los discos ya publicados:
  - 2001 – Boccherini: String Quintets, Minuet in A
  - 2003 – Boccherini: Guitar Quintets, String Quartet

- 2017 – Vivaldi: Concerti. (Erato 0190295869236, Warner Classics 0190295869236). Es una caja con 9 CD con los discos ya publicados:
  - 1998 – Vivaldi: L'estro armonico. 12 Concertos op. 3
  - 2001 – Vivaldi: Il cimento dell'armonia e dell'inventione
  - 2002 –  Vivaldi: Concerti per mandolini, Concerti con molti strumenti
  - 2005 – Vivaldi: Concerti con molti strumenti Vol. 2
  - 2007 – Vivaldi: Concerti per viola d'amore.
  - 2000 – Vivaldi: La tempesta di mare, Concerti con titoli
  - 2011 – Vivaldi: La Stravaganza

Álbumes recopilatorios junto con otros grupos:
- 1995 – Locatelli in Amsterdam. Recopilatorio junto con Musica ad Rhenum y Combattimento Consort Amsterdam. (Vanguard Classics 08507771)
- 1997 – Bella Italia. L'age d'or du baroque italien. Recopilatorio junto con Concerto Italiano y Cappella de' Turchini. (Opus 111 OPS 1006)

Otros álbumes:
- 2015 – Vivica Genaux. Arias. Vivaldi, Handel, Hasse, Rossini, Donizetti. (Erato 0825646098306 - LC 02822). Es una caja con 3 CD, el tercero de los cuales es el álbum ya publicado:
  - 2009 – Vivaldi Opera Arias. Pyrotechnics. Con Vivica Genaux

Videos:
- 2006 – Francesco Cavalli: La Didone. (Dynamic 33537). Es un DVD. Publicado posteriormente como 2 CD en 2010 con la signatura: Dynamic CDS 537/1-2